# West Wiltshire
 (octobre 2015).
Si vous disposez d'ouvrages ou d'articles de référence ou si vous connaissez des sites web de qualité traitant du thème abordé ici, merci de compléter l'article en donnant les références utiles à sa vérifiabilité et en les liant à la section « Notes et références ».
West Wiltshire est un ancien district non métropolitain situé dans le comté du Wiltshire, en Angleterre. Il avait pour chef-lieu la ville de Trowbridge.
Créé en 1974 par l'application du Local Government Act 1972, le district a été aboli en 2009, comme les trois autres districts du Wiltshire (Kennet, North Wiltshire et Salisbury). Depuis cette date, le comté n'est plus subdivisé et constitue une autorité unitaire.